# 日産・パルサー
パルサー（Pulsar）は、日産自動車が1978年から2000年まで日本で販売していた小型乗用車である。2013年から2018年の間欧州・タイ王国・オセアニア市場等で一時的に車名が復活した。

## 概要
4ドアセダンからスタートし、その後ハッチバック、クーペ、ライトバンが設定された。日産の世界戦略車として欧州市場への投入を想定していたこともあり、一貫してユーロテイストの香る小型車として開発された。

## 初代 N10型系（1978年 - 1982年）
- 1978年5月 チェリーF-II（F10型、1974年発売）の後継車種としてN10型パルサー登場。サニーの弟分の位置づけであり、一部ヨーロッパ市場では(ダットサン)チェリーの名を引き継いだが、その他のヨーロッパ・アジア市場ではダットサン・100A/120A/130A/140A/150A、北米市場ではダットサン・310、オーストラリアではパルサーの名称で販売された。日本国内ではチェリー店で販売。発売当初はファストバック（2ボックス）スタイルながら、独立したトランクを持つ4ドアセダンのみ。エンジンは直列4気筒OHV1.2L/1.4LのA12/A14型。駆動系の配置は、エンジン、トランスアクスルを上下（2階建て）に配するイシゴニス式。サスペンションは前ストラット、後フル・トレーリングアーム式独立懸架の四輪独立で、スプリングは前後ともコイルスプリングを用いるなど機構的には先代のチェリーF-IIを踏襲している。また、1.4L車には独特のH形ゲートを持つ2ペダル[注釈 1]MT（あるいはセミAT）「スポーツマチック」車も引き続き設定された。デビュー時の広告では、パルサーを中心に、背後に欧州を代表する小型FF車であるフォルクスワーゲン・ゴルフ、アルファロメオ・アルファスッド、ルノー・サンク、ミニを後向きに並べ、「パルサー・ヨーロッパ。」と謳われていた。
- 1978年9月 3ドアハッチバック、3ドアクーペ及びA14E型電子制御燃料噴射（ニッサンEGI）付きエンジン搭載車を追加発売する。
- 1978年11月 VN10型パルサーバン発売。コストと耐久性を重視してリアサスペンションをリーフ・リジッド式とするのが常である国産バンモデル（前身のチェリー・バンもリーフ・リジッド式であった）としては珍しく、横置きトーションバー・スプリングを用いたフル・トレーリングアーム式独立懸架を採用しており、英国と欧州大陸ではステーションワゴンとして販売された（下の写真を参照）。スペース効率に優れたこのサスペンションにより超低床パッケージを実現し、小さな外寸にそぐわない天地に広い荷室空間を構築していた。また、その超低床パッケージを生かすべく、バックドアは開口見切りを大きく下げており、結果リアバンパーは極端に天地に薄いものとなっていた。後に初代プレーリーやエスカルゴのベースに使用された。
- 1979年8月 パルサーバンが、昭和54年排出ガス規制適合によりVN11型となる。
- 1979年9月 5ドアハッチバックを追加。基本的に4ドアセダンと同じスタイルのボディに、3ドアハッチバックと同じバックドア（リアゲート）を組み合わせたもので、4ドアセダンに比べリアシートのバックレストが可倒式になり、実用性が増した。またトランクの開口部は格段に広がったが、開口部下端は4ドアセダンのバンパーレベルからリアコンビランプ上端に上がった。
- 1980年2月 サンルーフ付車追加。
- 1980年5月 マイナーチェンジ。角型ヘッドランプを採用。5ドアハッチバックに吸収される形で4ドアセダンが廃止。
- 1981年3月 2度目のマイナーチェンジを実施。エンジンが、バンを除き直列4気筒SOHCのE型に変更される。排気量は1.3 L と1.5 L で、型式はそれぞれE13、E15型である。駆動系の配置は、エンジン、トランスアクスルを直線状に配するジアコーサ式となる。同時にトルクコンバータとプラネタリーギアを用いた一般的な構造の3速フルATが開発され、「スポーツマチック」は廃止。また、バンの基本型式がN10型に戻った。モデル末期に大掛かりな機構の変更がなされたが、これは同年10月に発売の5代目（B11型）サニー（同車初の前輪駆動）のパイロットモデルとしての役割を果たすためであった。
- 1982年4月 5ドアバンを除き2代目モデルのN12型へ移行。
- 1982年10月 初代モデルとして最後まで残されていた5ドアバンが販売終了。事実上の後継車種は5代目サニー派生のパルサーADバン（後にADバンに改称）となる。

モータースポーツ
パルサーはレース活動が活発で、クーペによるワンメイクレースが開催された。1981年にはRACラリーに参戦。

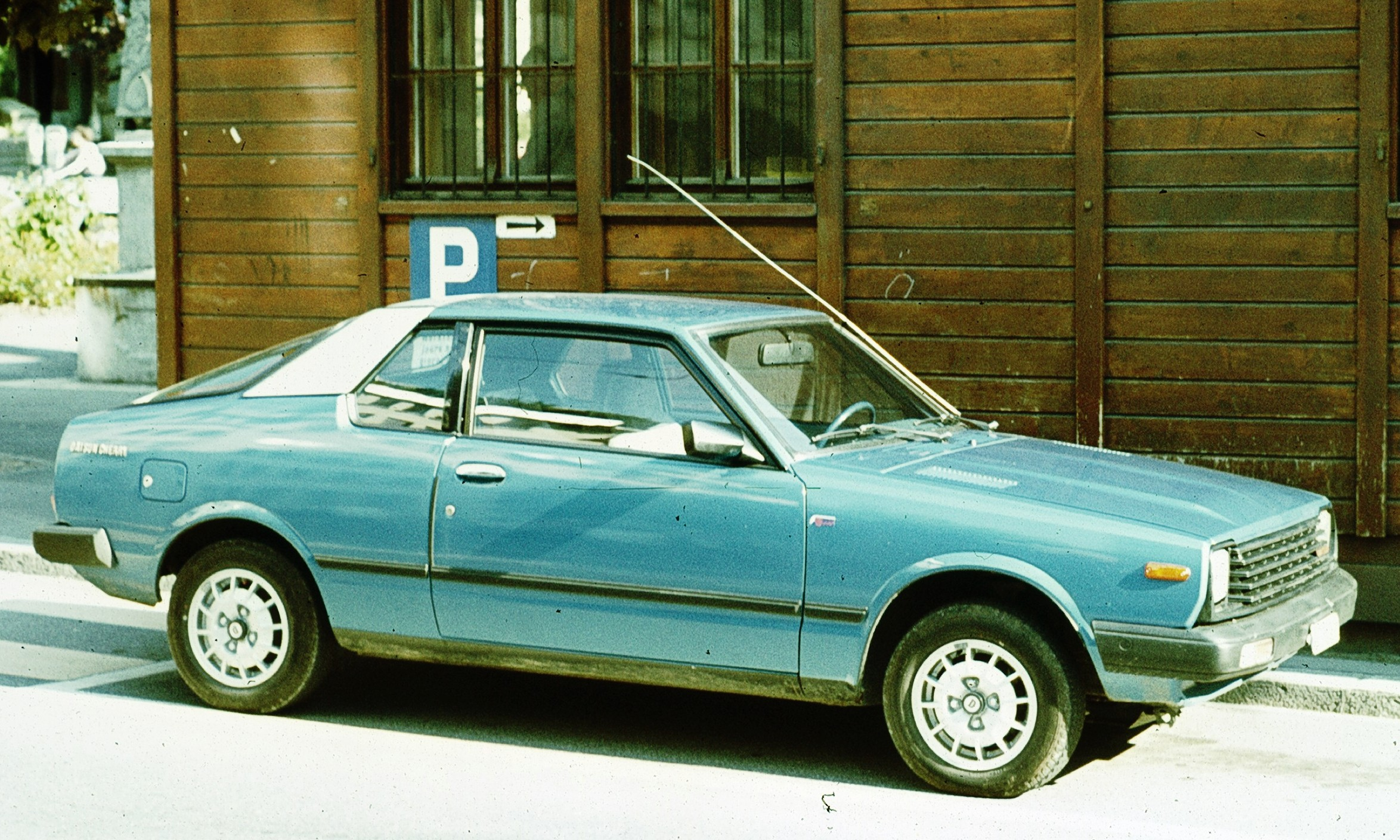
後期型 3ドアクーペ
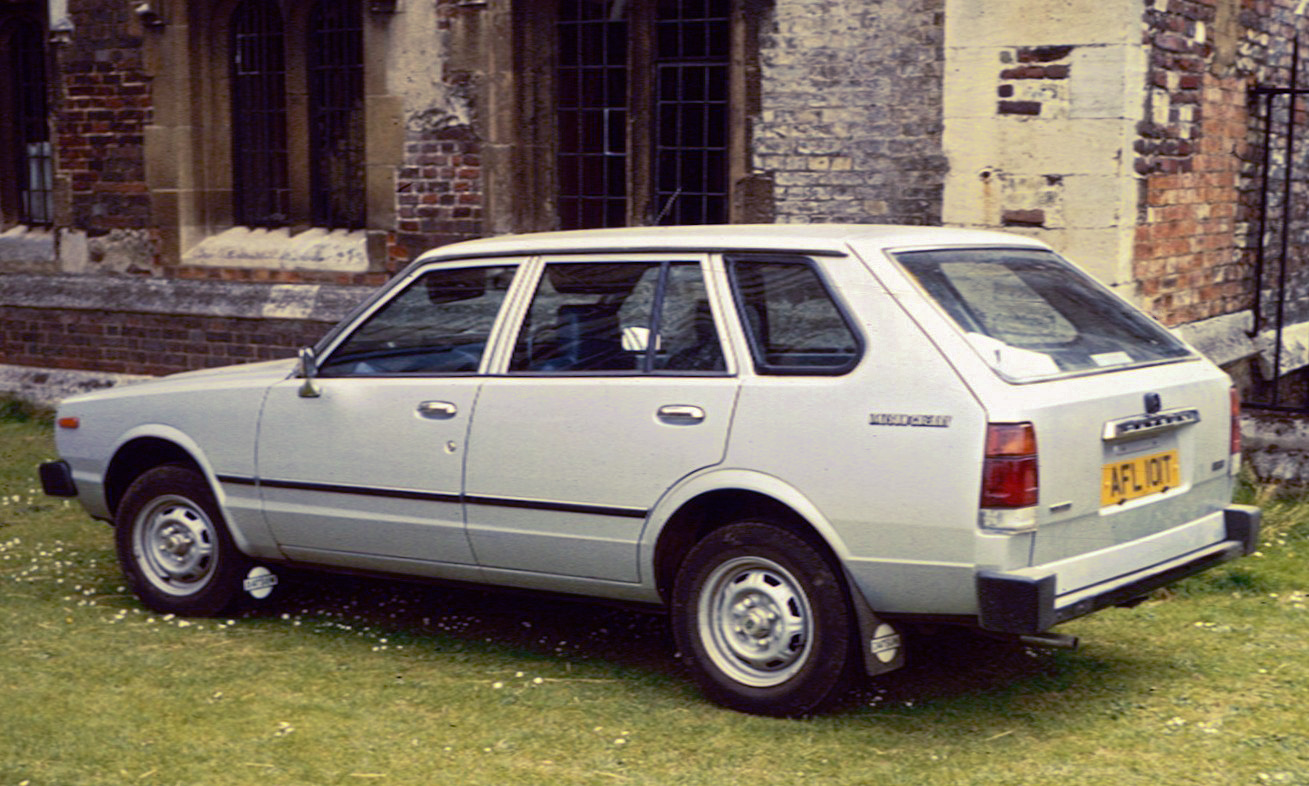
英国向けエステートワゴン 日本国内向けバン（前期型）と同等

## 2代目 N12型系（1982年 - 1986年）
- 1982年4月 N12型にモデルチェンジ。ボディタイプは3ドアおよび5ドアハッチバック、2ドアノッチバッククーペのラインナップ。クーペはグレード名を「エクサ」（EXA ）シリーズとした。ヨーロッパ市場では引き続きチェリーの名を引き継いだ。北米市場にはB11サニーが日産・セントラとして投入されたため、クーペのエクサのみがパルサーNXとして投入された。マレーシアと南アフリカ共和国ではラングレー、その他のアジア諸国・オーストラリアでは「日産パルサー」(中文:日産彗星)の名称で販売された。オーストラリアではバトン・プランによって現地メーカーであるGMホールデンにホールデン・アストラという名称でOEM供給もした。エンジンはE13S/E15S（キャブレター仕様）/E15E（EGI仕様）を搭載。CM出演者は桑田佳祐と森英恵。
- 1982年6月 4ドアサルーン（セダン）を追加。エンジンはE15S（キャブレター仕様）/E15E（EGI仕様）を搭載。
- 1983年5月 E15ET（ターボ仕様）とディーゼルのCD17搭載車を追加及び一部改良。一部グレードに日本初のドアミラーを装備。
- 1983年7月 日産とイタリア アルファロメオとの技術提携により「アルファロメオ・アルナ」（合弁会社名「Alfa Romeo e Nissan Automoveicoli S.p.A」に由来）が登場しヨーロッパで販売された。ボディ形状は3ドア/5ドアハッチバックのみで、フロントおよびリアの意匠がパルサーと異なるほか、エンジンはアルファロメオ製で「スッド」由来の水平対向4気筒・SOHCエンジンを搭載していた。
- 1984年3月 マイナーチェンジ。3ドアハッチバックの1500TS-G系をアルファロメオと提携したモデル「ミラノX1」シリーズとする。CM出演者は中村雅俊に変更。
- 1985年2月 チェリー系販売会社誕生15周年特別仕様車「1300 TCスペシャルXV」及び「1500 TS-GスーパーエクストラXV」発売。
- 1985年5月 「3ドアハッチバック1300ELLE-S」、および「3ドアハッチバック1500ミラノX1 ホワイト・ミラノ仕様」を設定。ターボチャージャーの冷却方式を水冷式に変更。
- 1985年9月 特別仕様車1300 4ドアTCスペシャルXV発売。
- 1985年12月 アルファシリーズ追加。
- 1986年 アルファロメオ・アルナ生産終了。
- 1986年5月 N13型にモデルチェンジされる。

## 3代目 N13型系（1986年 - 1990年）
- 1986年5月7日 N13型にモデルチェンジ。4ドアセダン、3ドア/5ドアハッチバックの3タイプのボディをラインナップ。クーペは新車種「エクサ」として独立したため（型式上はKEN13となっており、後記の日本カー・オブ・ザ・イヤー受賞にも含まれていた）パルサーのバリエーションとしては廃止。エンジンはE13S、E15S、E15E、CD17に加えてCA16DEを搭載。フルライン化されつつあったターボエンジンを廃止する。また、量産車世界初となるビスカスカップリング式4WD「フルオート・フルタイム4WD」搭載車をラインナップ。上級グレードのスピーカーには世界ブランドのJBL製をオプション設定し、運転席ドア開口後部に専用の傘が収納できる“アンブレラポケット”を3ドアに設定。姉妹車のラングレー、リベルタビラ、エクサと共に日産初の日本カー・オブ・ザ・イヤーを受賞。ギリシアを除く欧州市場ではこの代から「日産サニー」、マレーシアを除くアジア向けとオーストラリア市場では「日産パルサー」マレーシア、ニュージーランドでは「日産セントラ」として販売された。なおオーストラリア現地生産車は、フロントマスクが姉妹車であるラングレーのもので、GMファミリーIIエンジンが搭載され、日本国内仕様にはなかった1.8Lも存在した。また香港向けについてはフロントグリルおよびメーターなども日本国内と同一であった。キャッチコピーは「ツインカム・ヨーロッパ」、「ビスカス・マジック」、「ヨーロッパの体温」。
- 1987年1月 トリプルビスカス・フルオート・フルタイム4WD搭載車を発売。後のアテーサへの橋渡し的モデル。
- 1987年2月 1300 3ドアハッチバックに「M1」仕様追加。
- 1988年4月 マイナーチェンジで1.5LのエンジンがGA15S、GA15E（4気筒SOHC12バルブ、通称「 スーパーインテークエンジン」）へ変更された。同時に新グレード「M1'N」「R1ツインカム」、ミラノ系のフルカラースポーツ仕様にダークグリーン色を追加設定。トリプルビスカス・フルオート・フルタイム4WD搭載車がカタログモデルになる。

「R1ツインカム」とはラリー競技参加を主眼としたグレードで、4点式ロールバーやクロスレシオミッションが搭載されている一方、パワーウインドーやカラードドアミラーなどの快適装備が省かれ、外装は最廉価グレード「V1」と同等である。富士スピードウェイ等でスポーツプロダクションクラスやフレッシュマンレース参戦車両としても使用された。
- 1988年9月 AT車にシフトロック追加及びパルサー10周年記念特別仕様車「1600 3ドアハッチバック ブラックミラノχ（カイ）」発売。
- 1989年1月 AT車のシフトロックをPレンジ保持機構付に変更し、特別仕様車「1500 3ドアハッチバック ミラノ X1χ」発売。
- 1990年1月 「トレンダ」シリーズ追加。

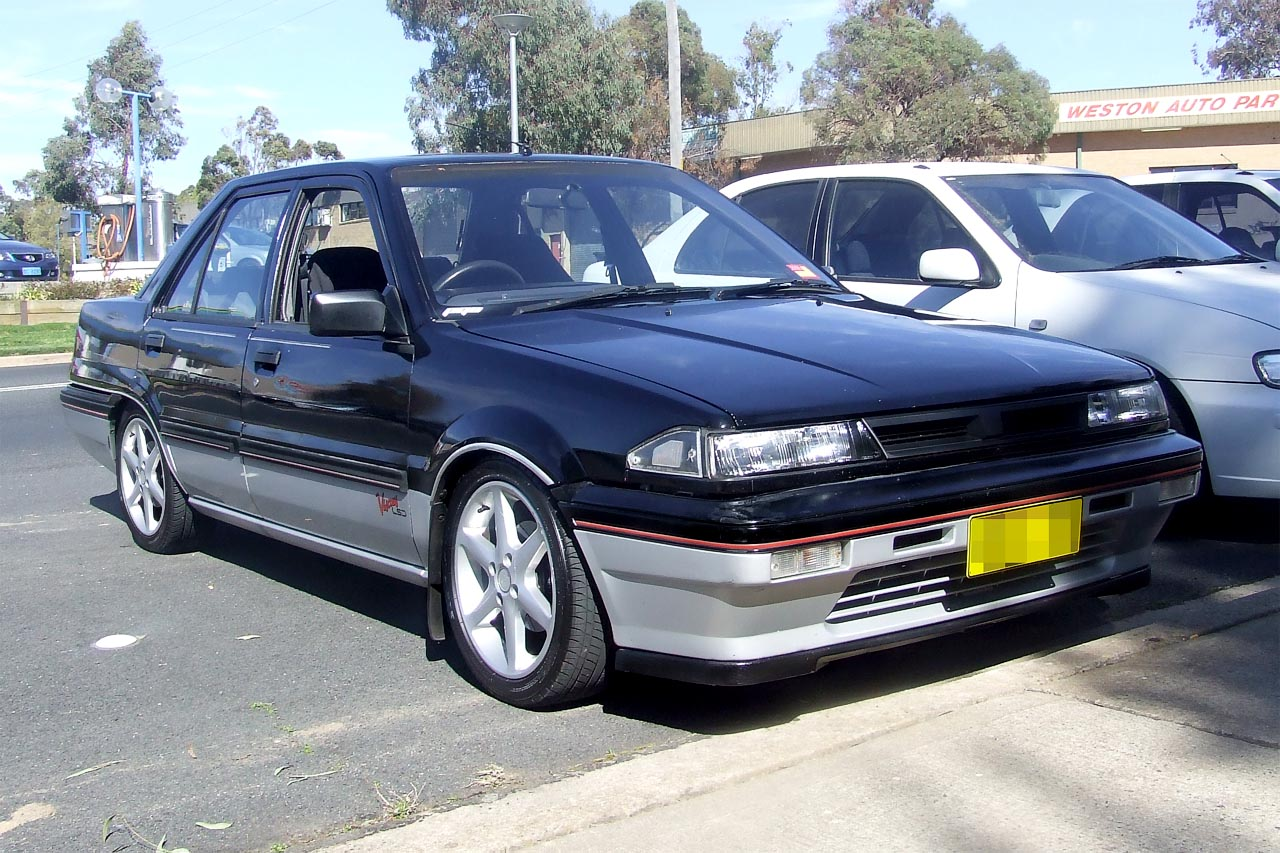
豪州仕様セダン
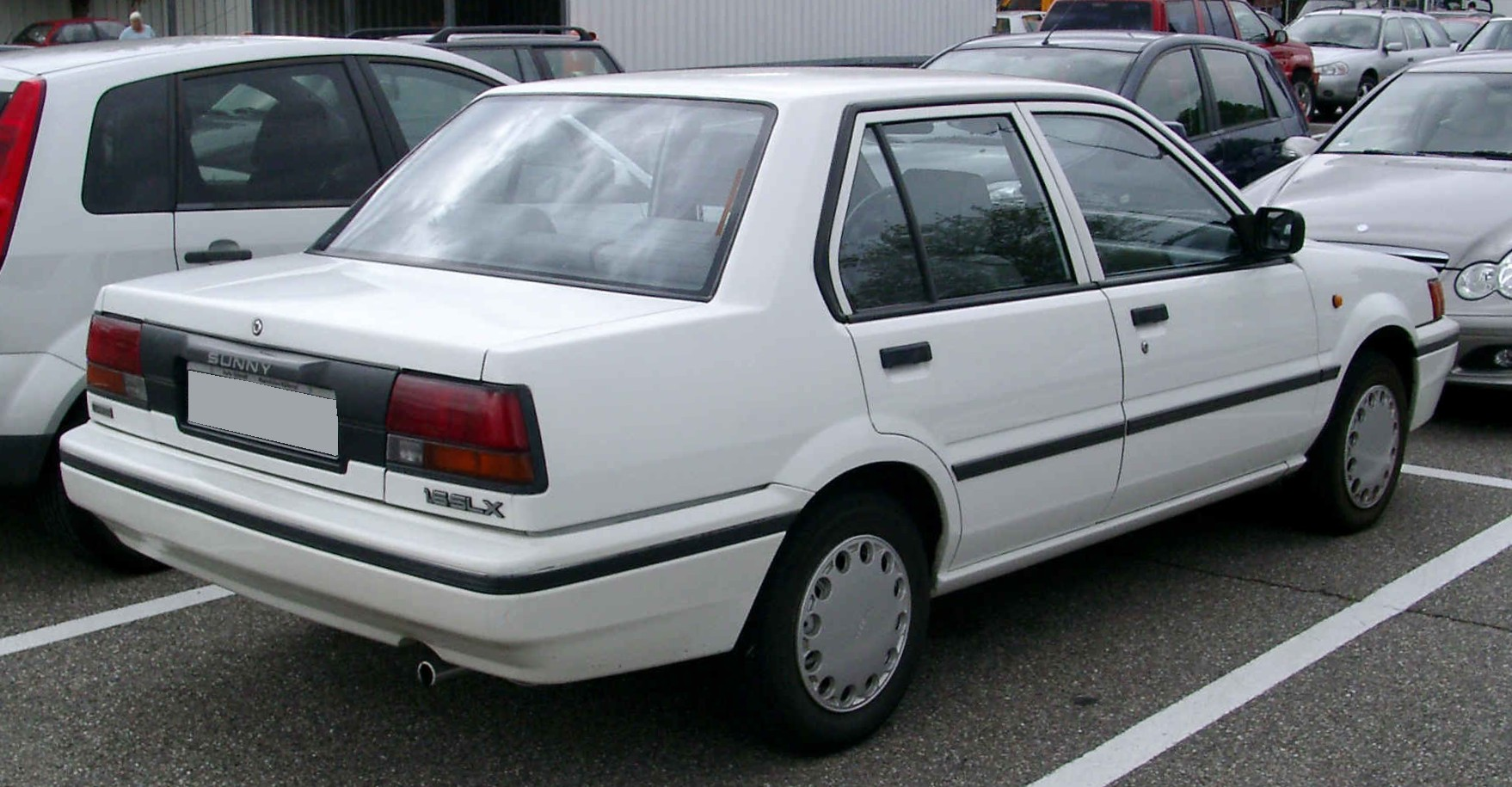
欧州仕様セダン（リア）
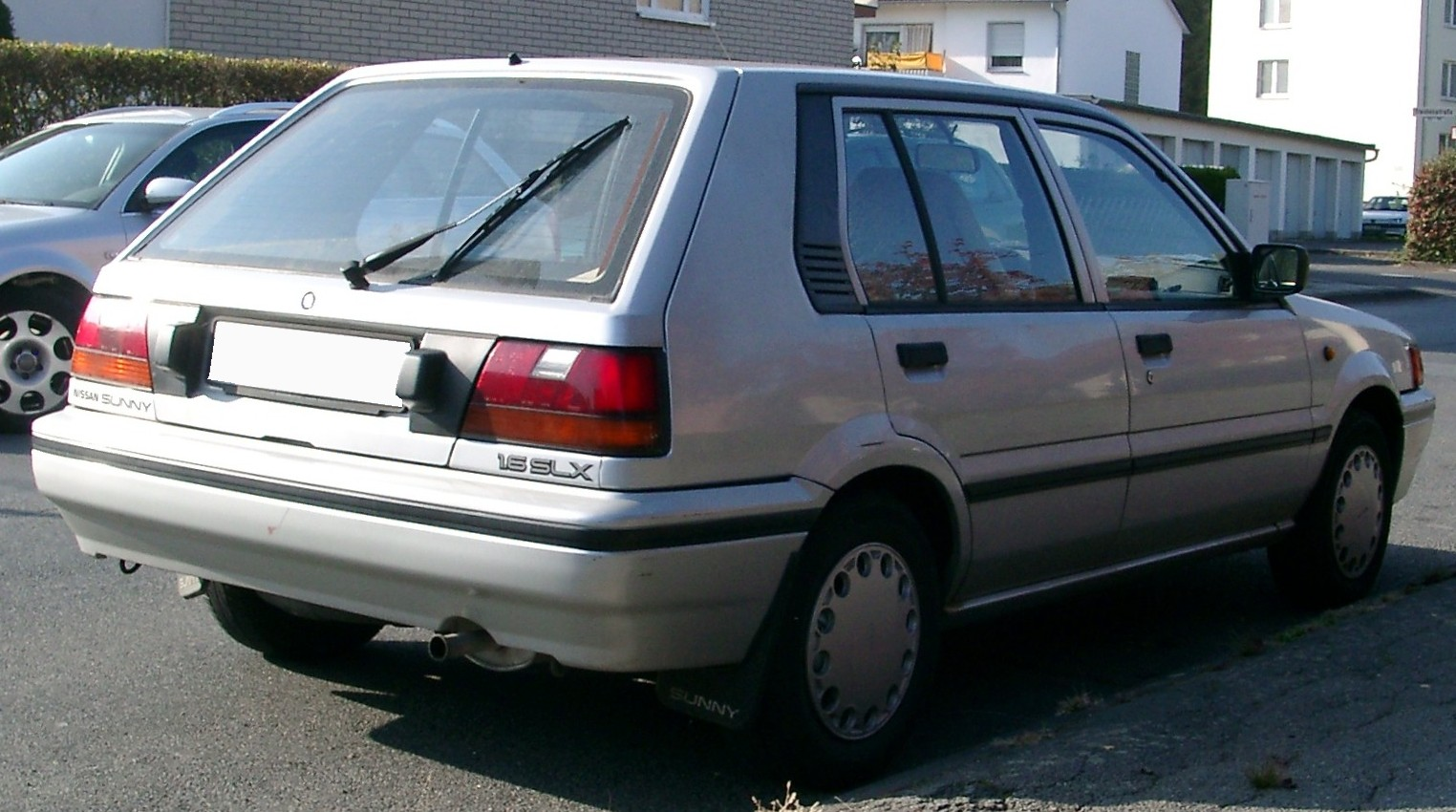
欧州仕様5ドア（リア）[注釈 2]

## 4代目 N14型系（1990年 - 1995年）
- 1990年8月22日[5] N14型にモデルチェンジ。N13型まで存在していた姉妹車のリベルタビラとラングレーがN14型へのモデルチェンジを機にパルサーに統合されたことに伴い、取扱系列が従来のチェリー系列販売会社に加えて、リベルタビラ取扱の日産店系列販売会社とラングレー取扱のプリンス店系列販売会社も加わった。
- 前期型のCMは、ロールプレイングゲームのようなファンタジックな世界観をイメージし、荒野を走るパルサーを描いたが、3話でこのシリーズは打ち切られ、その後の展開は不明。キャッチコピーは「愛と勇気と友情」。
- グレード/バリエーションが多い。グレード名は V1、M1、M1-D、J1J、K1、K1-D、X1、X1R、GT、GTI、GTI-R の11種類となる。エンジンは、ガソリンエンジンが、この代から全てDOHC16バルブ化されて、1.3L/1.5L/1.6L/1.8L/2.0Lターボの5種類、これに 1.7L のディーゼルを加えて計6種類となる。ボディタイプは3ドアハッチバック、4ドアセダン、5ドアセダン[注釈 3]の3種類である。これらに MT/AT や 2WD/4WD の別も組み合わせると極めて多くのバリエーションとなった。中でも目玉は4連スロットルバルブ等を搭載し、レースエンジンと言えるほど別物にハイチューン化されたSR20DET型 2.0L 230ps ターボエンジン[注釈 4]と、U12型ブルーバードSSS-Rから熟成されたフルタイム4WDシステム「ATTESA」を3ドアハッチバックに搭載したホットモデル「GTI-R」である（後述）。
- 5ドアセダンのデザインは、前澤義雄が語ったところによると、日本車をヨーロッパの奥座敷に上げようと言う意図で、3ドアハッチバックでなく4ドアセダンベースにしたという。
- 欧州における「サニー」名義での販売はこの代が最後となった。
- 1991年5月9日[6] – WRC参戦記念特別仕様車「Rコレクション」を発売。3ドアおよび4ドアの「1600X1R」、4ドア「M1」に設定される。あわせて、4ドア全車にブルーグレーグラファイトパールを設定した。
- 1991年10月30日[7] – 4ドアセダンに「1500 X1」を追加。あわせて、装備の充実化などを行った。
- 1992年 九州工場での生産を開始。
- 1992年5月21日[8] – 日産自動車の乗用車生産累計4,000万台突破を記念して、4ドア「1500M1」をベースにエアコンやワンタッチパワーウインドウなどを装備した特別仕様車「M1-SELECT」を発売。同年7月末までの期間限定販売となる。
- 1992年8月24日[9] - マイナーチェンジ。内外装の変更。フロントエンブレムがパルサー独自のPマークから、日産のCIマークに置き換えられ、リアにもエンブレムがついた。また、新色を追加したほか、5ドア「1500X1」、4ドア「ディーゼル1700J1J」、「1500フルオート・フルタイム4WDJ1J」を追加。運転席SRSエアバッグを全車にオプション設定。後期のCM出演者は中山美穂、葛山信吾。キャッチコピーは「しっかりが素敵です。ステディ・パルサー」。
- 1993年8月 - 一部変更。エアコンの冷媒を新冷媒に変更。
- 1994年1月13日[10] – 3ドアおよび4ドア「1500M1」をベースに、オゾンセーフマニュアルエアコンや集中ドアロック、専用シート地などを装備した特別仕様車「1500M1-SV」を発売。
- 1994年5月30日[11] - 「1500J1J-SV」追加。あわせて、新色のノルディックグリーンメタリックを一部グレードに追加設定した。
- 1994年12月[12] - 生産終了。在庫対応分のみの販売となる。
- 1995年1月 - 5代目にバトンタッチして販売終了。

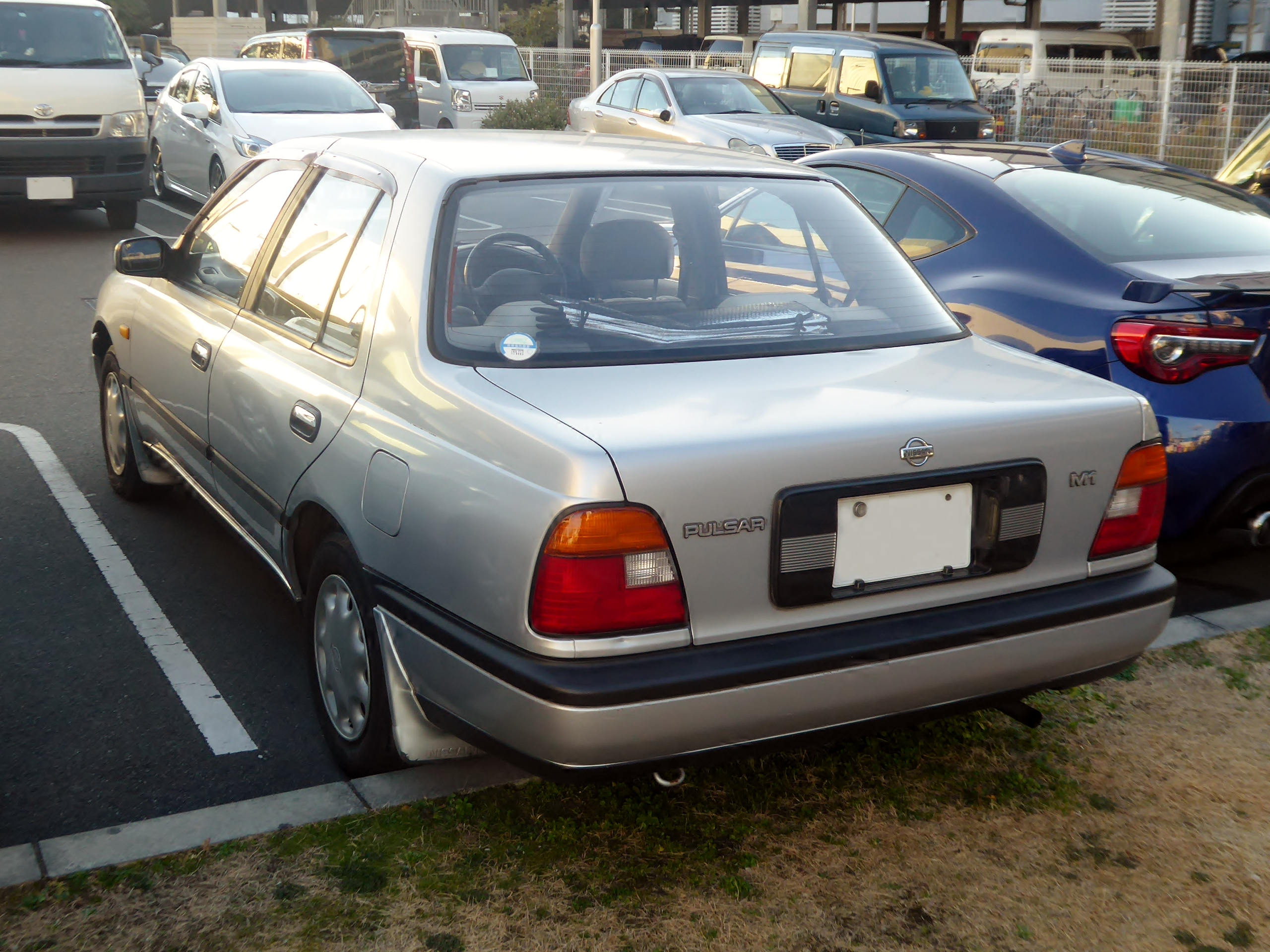
4ドアセダン（リア）
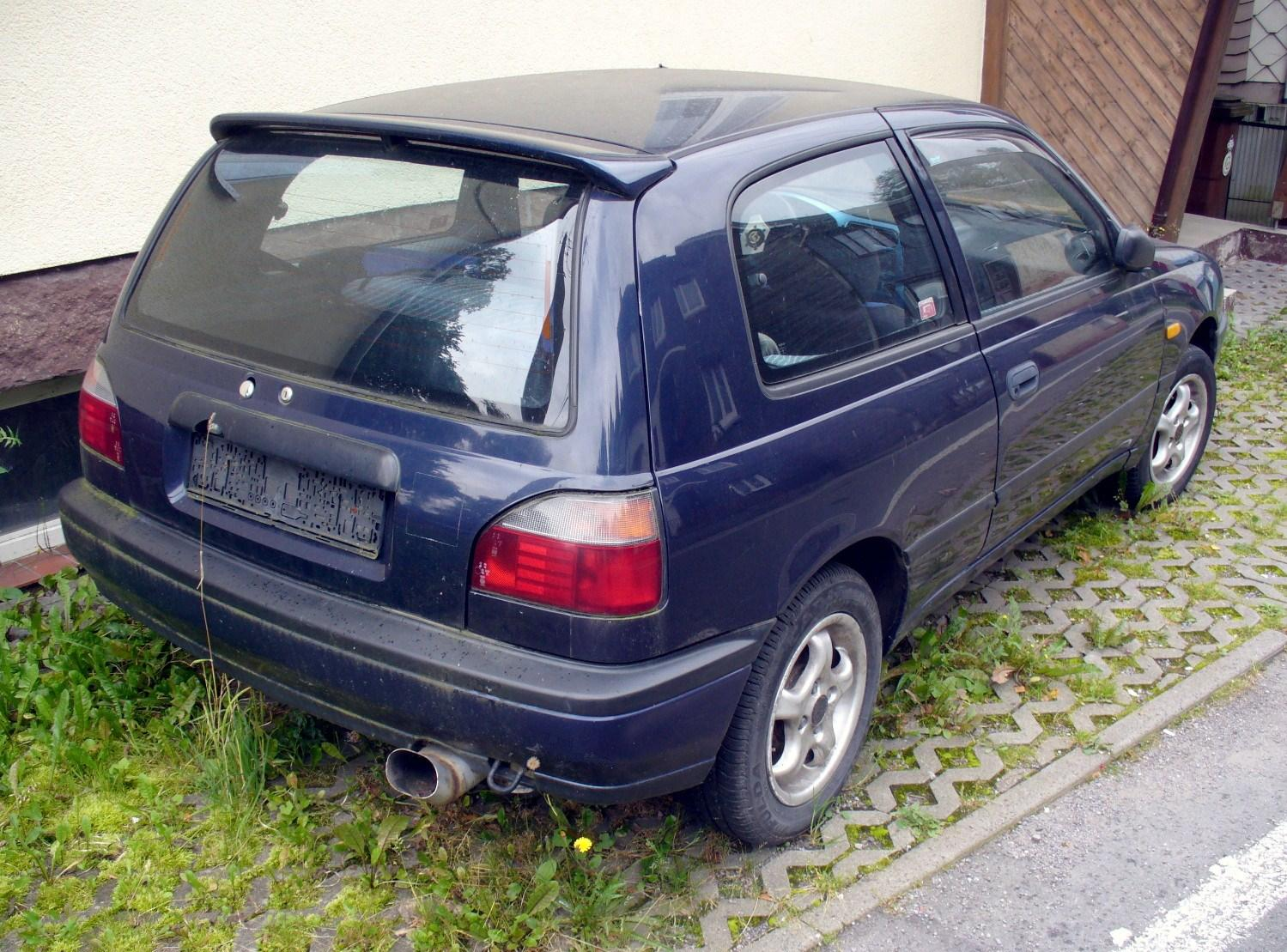
3ドア（リア）
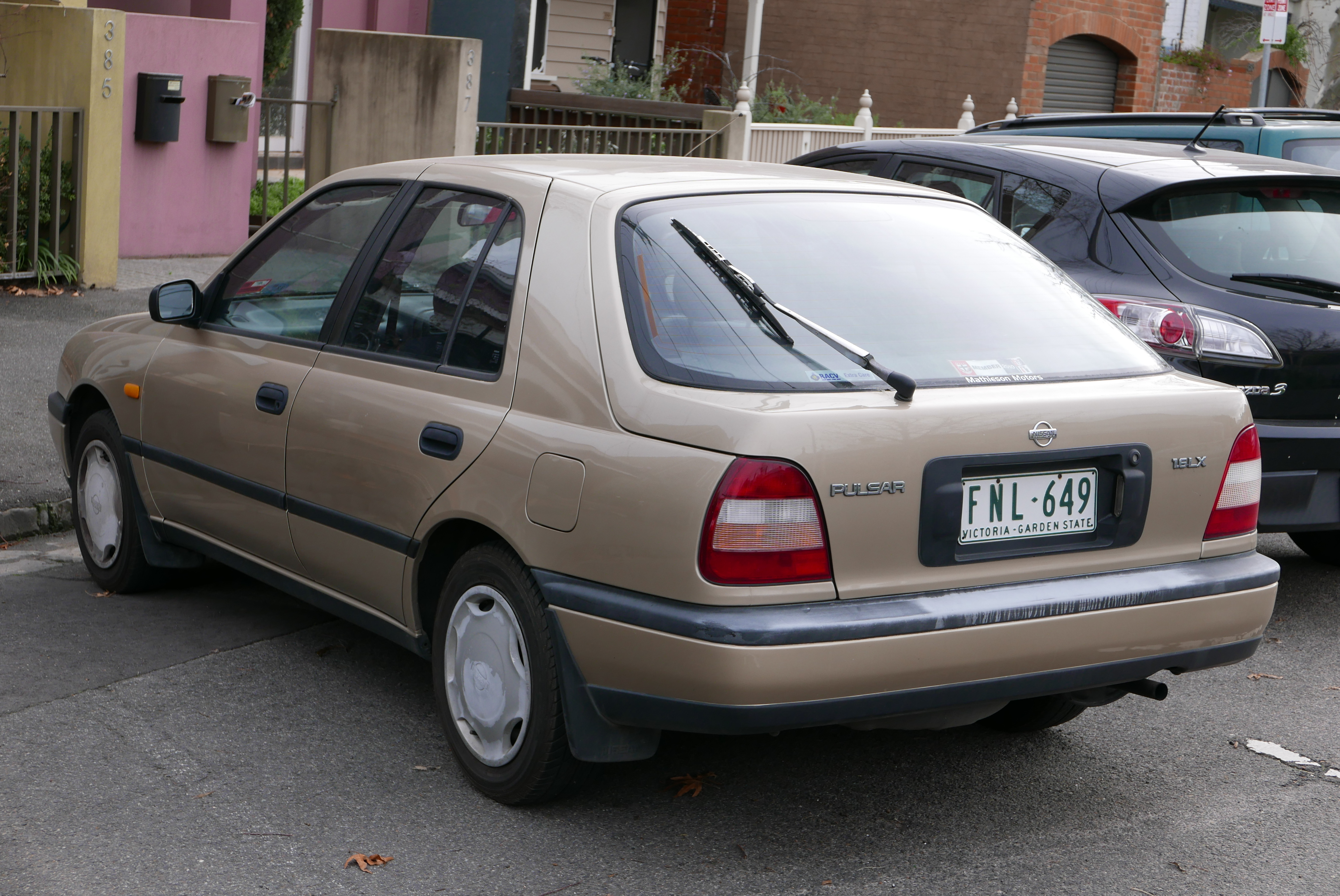
5ドアセダン（リア）

### GTI-R
「GTI-R」はN14型パルサーのイメージリーダーとして開発初期の段階から企画され、WRCへの参戦を前提に設計された。日本テレビ・よみうりテレビ系で放送された「EXテレビ」でも、WRC出場前から多数の生CMを打つなど、派手な広告戦略を取った上で、日産の新しいラリーウェポンとしてかなりの自信と期待を持ってリリースされた。FF最上級の3ドアGTIと比べ、エアコンがオプション。パワーウィンドウと集中ドアロックは標準装備となっている。
代わって外観では、特徴的なボンネット上のエンジンバルジと巨大なリアテールスポイラーが付与される。ビスカスカップリングLSDなど仕様から読み取れる差異があった。また、標準仕様の他に、ラリー等への参戦を目的とした競技用ベースグレード（軽量化のためさらにレスオプションが増え、クロスレシオミッションやスポット増し・機械式LSD・ホイールもスチールとなったもの）がカタログモデルとして存在した。他には標準仕様にニスモ製ロールバーやショックアブソーバー等が装着されたGTI-R NISMOが限定販売された。
- 当初ハイパワーエンジンに対して小さな車体はラリーフィールドでの強力な武器となると考えられていたが、改造範囲の狭いグループAであることが災いし、タイヤサイズの拡大ができずにパワーをもてあまし、エンジンルームの狭さからラジエーターやインタークーラーの冷却が十分に行えないなど、競技車両として様々な問題が露呈した。1992年のスウェディッシュラリーで総合3位を獲得、グループNクラスでは年間タイトルを獲得する一方、早々とWRCからの撤退を発表した。なお、英国ラリー選手権（BRC）では、SR20DE型を搭載したFFのGTI（現地名・サニー・GTI）がNMEからF2クラスに参戦し、1996年と1997年、チャンピオンを獲得している。このように競技車両としては短命であったが、市販車はN15型にモデルチェンジするまで廃止とならず、堅調な販売を続けていた。
- 大きなレースからは撤退したものの、小さなボディーにハイパワーエンジンというコンセプトは、走り屋からの人気を獲得することとなる。また、GTI-Rのエンジンは当時の多くの日産車に採用されているSR20DE系エンジンではあるが、日産のエンジニアでさえ、パルサーGTI-Rのエンジンは他のSRエンジンと比較した結果、レースエンジンだと言わせるほど[13]通常とは異なる特殊パーツを備えていたため、オイルポンプや4連スロットルなど、多くのパーツは加工したうえで[注釈 5]、シルビア、180SXのような他のSR20DETエンジンに性能向上及び、強化・対策パーツとして流用したり、P10型プリメーラ等SR20DE系エンジン搭載FF/FFベースの4WD車[注釈 5]へのエンジンスワップも多く見られた。

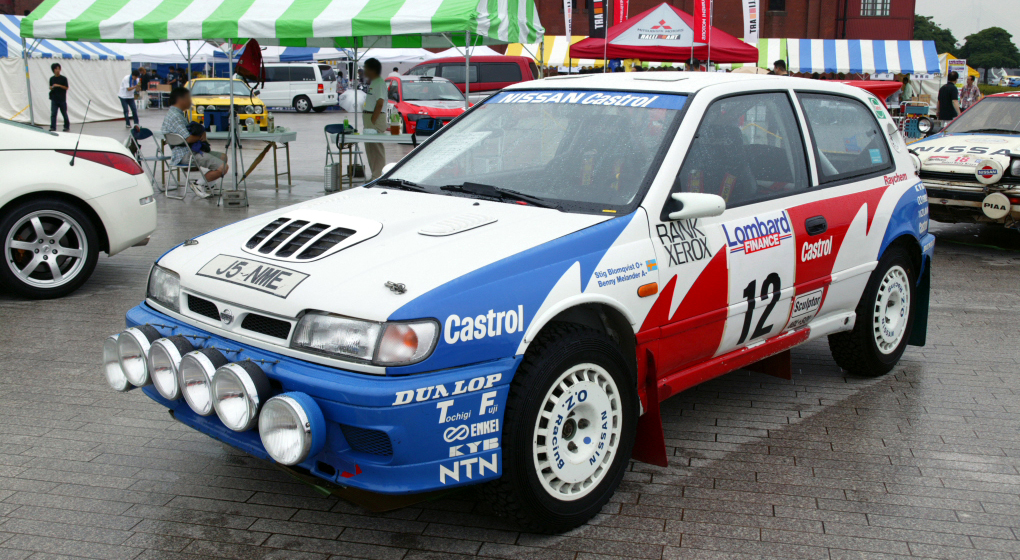
パルサーGTI-R Gr.A

## 5代目 N15型系（1995年 - 2000年）

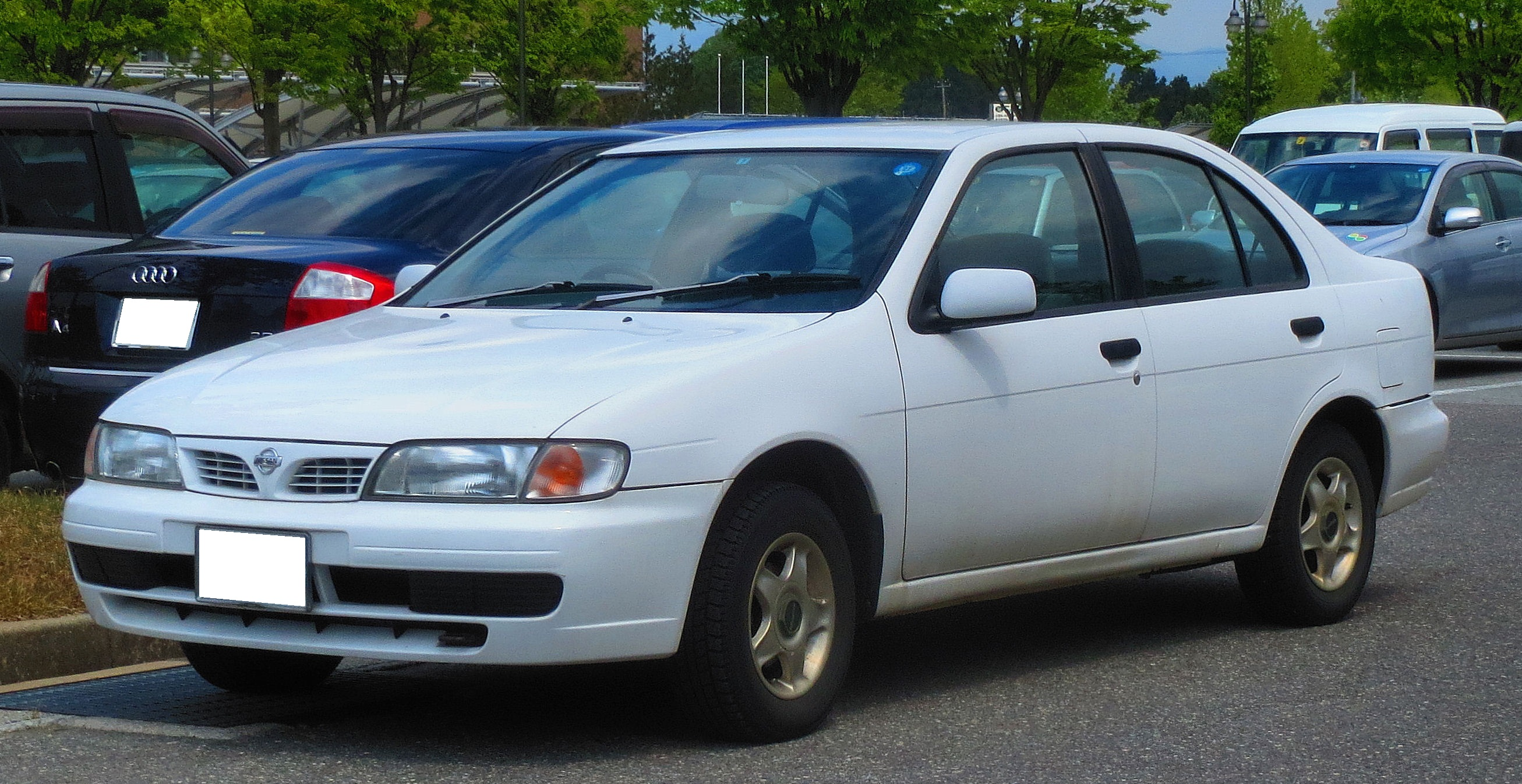
1995年1月24日[15] N15型発売。この代から欧州市場では車名がアルメーラに改められた。ボディタイプは当初、3ドアハッチバック（パルサーセリエ）と4ドアセダン。スポーティ系のX1/X1R/GTI（GT）と、ラグジュアリー/ベーシック系のCJ-II/CJ-I（セリエはREZZO等）の2系統のラインナップ。エンジンはガソリン車が1.5LのGA15DE型（X-1/CJ-II/CJ-I）、1.6LのGA16DE型（X1R）、プレミアムガソリン仕様の1.8LのSR18DE型（GT）、ディーゼル車（4ドアセダンCJ-II/CJ-Iのみ）が2.0LのCD20型をそれぞれ搭載していた。4WDは2仕様があり、フルオートフルタイム式（GA15DE型搭載）とアテーサ（CD20型搭載）がラインナップされた。前輪駆動車のリアサスペンションは固定車軸のトーションビーム式（マルチリンクビーム）となった。（前期のみ）CM出演者は野村宏伸、鶴田真由。前期型のCM曲にはザ・スパイダースのなんとなくなんとなくが起用された。キャッチコピーは「Mr.しっかり」。
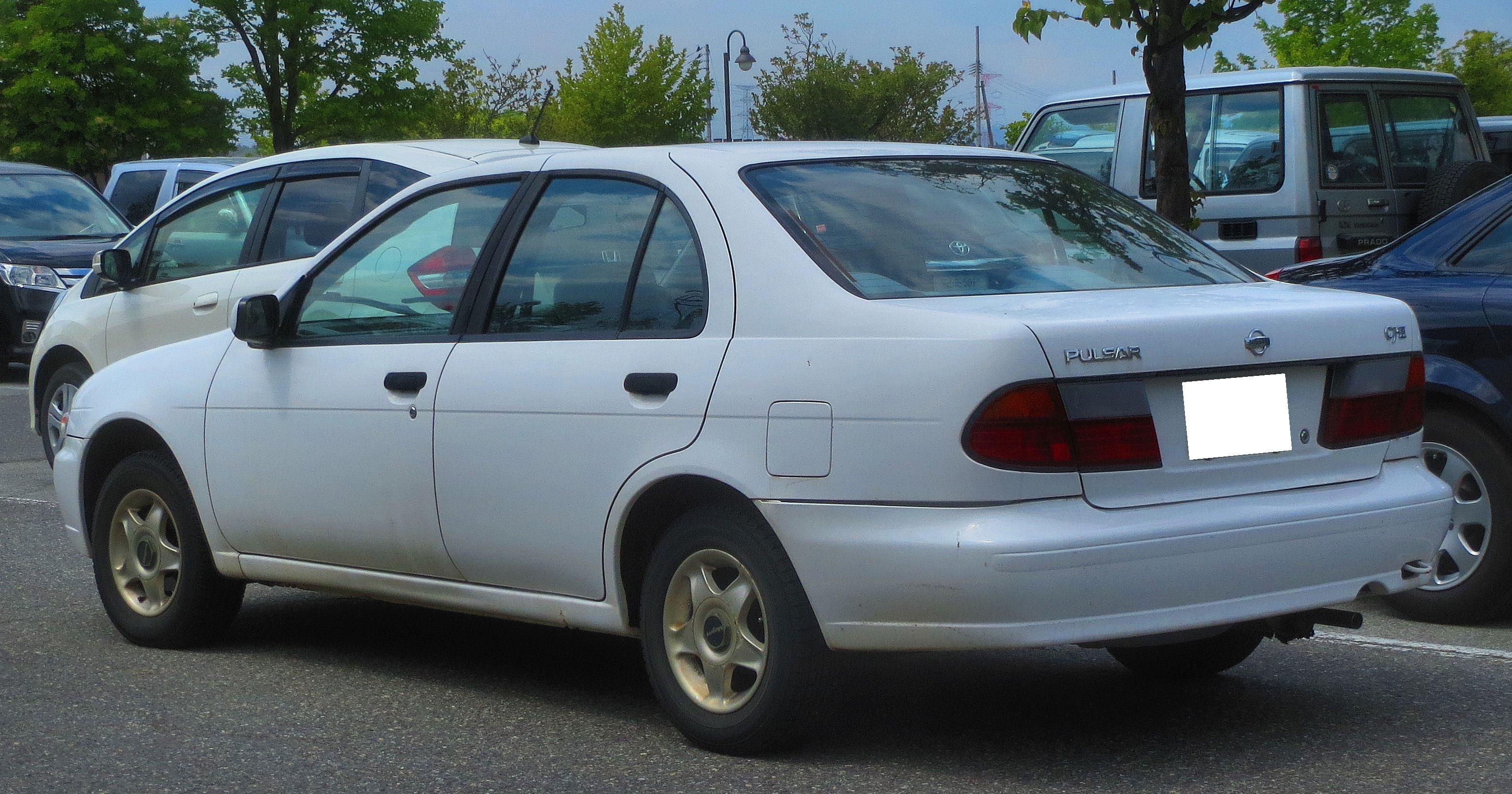
1996年1月9日[16] - セリエおよび4ドアセダンのX1をベースに、パルサースーパーサウンドシステムCDセレクションや14インチタイヤ[注釈 6]を標準装備した特別仕様車「サウンドセレクション」を発売。さらに、4ドアセダンに「CJ-Ⅰ・G」を設定。同日、オーテックジャパンより「パルサーセリエ オーテックバージョン」を発売。
- 1996年5月22日[17] - 4ドアセダンCJ-Ⅰ・Gをベースに、デュアルエアバッグやABSを装備した特別仕様車「CJ-Ⅰ・G セーフティセレクション」を発売。
- 1996年5月27日[18] RV5ドアワゴンのパルサーセリエS-RVを発売。姉妹車はルキノS-RV。CM出演者は安室奈美恵。

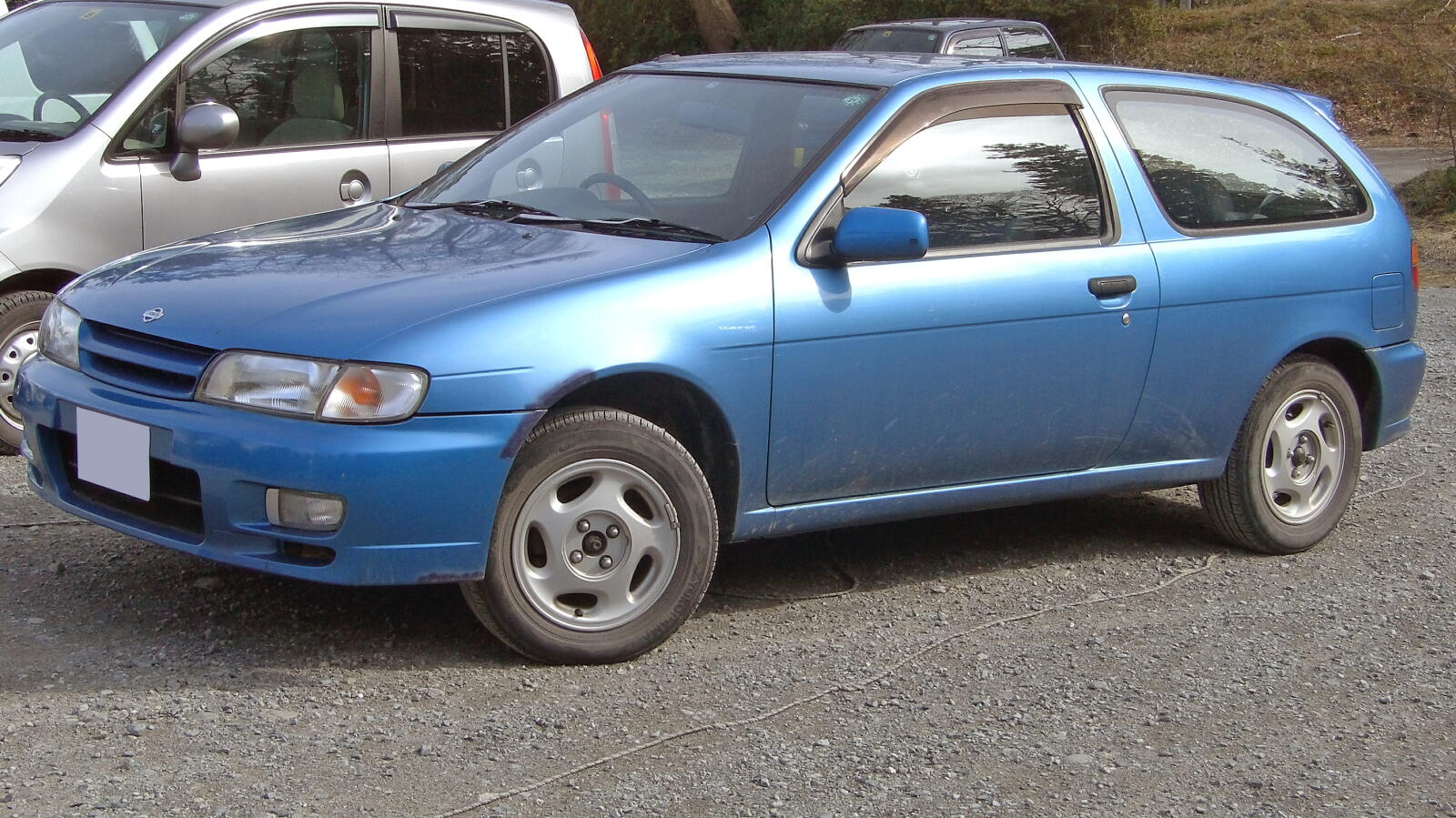
1996年9月 マイナーチェンジ（中期型）。全車運転席及び助手席のSRSエアバッグ、ABSを標準装備化した。車名ロゴ変更、日産CIマークのサイズと取り付け位置変更が行なわれた。また、中期型からは搭載されるエアコンが変更され、エアコンフィルターの装着が可能になった。
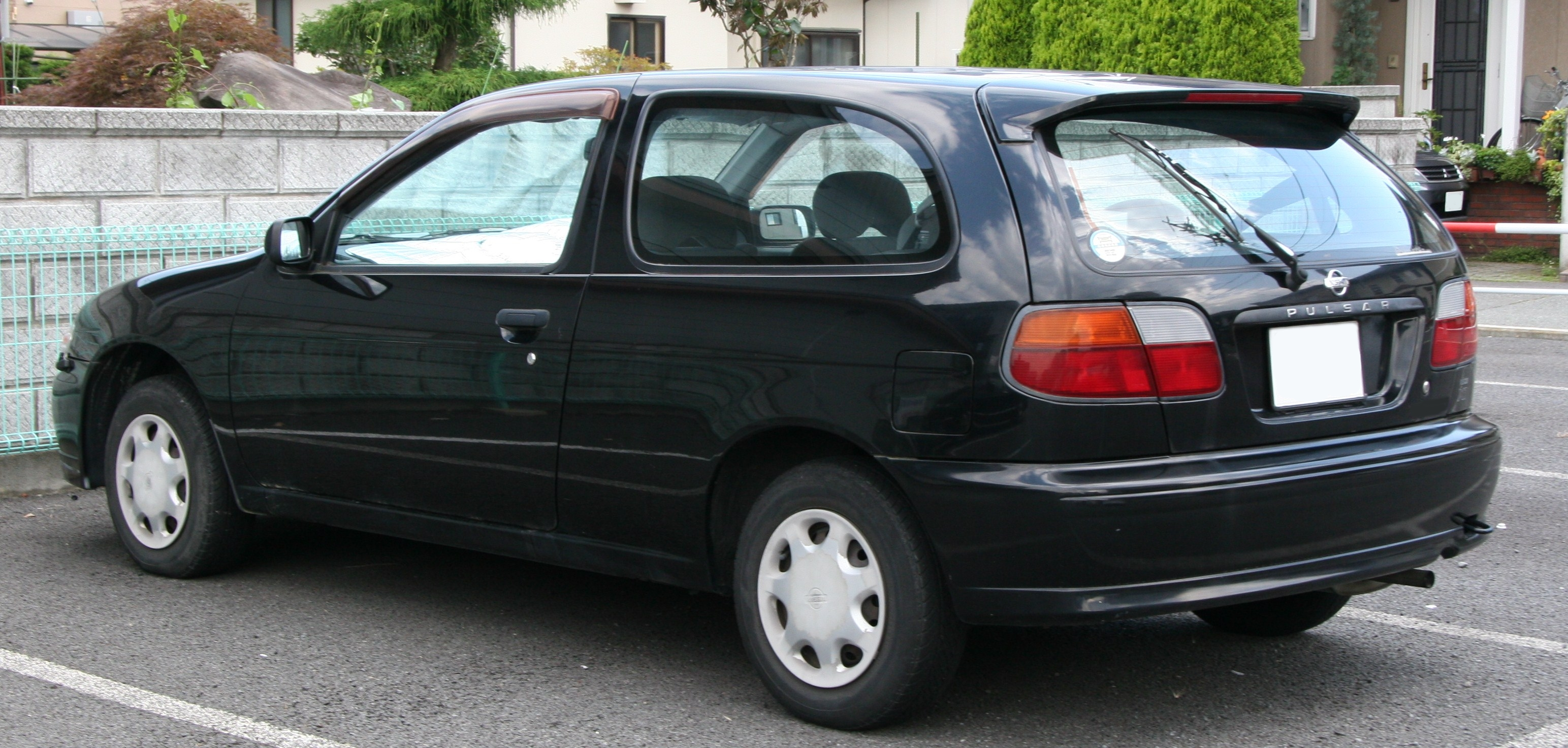
1997年1月23日[19] - セリエS-RVに専用車体色の設定や専用サイドストライプ、リアスポイラーなどを標準装備とした特別仕様車「ホワイトセレクション」を発売。同日、オーテックジャパンより「セリエS-RV エアロスポーツ」を発売。
- 1997年9月8日[20] マイナーチェンジ（後期型）。主に外観がリニューアルされた。マルチリフレクタータイプのヘッドランプを採用し、フロントグリル、リアコンビネーションランプ、前後バンパー形状が変更されたほか、ステアリングホイールのデザイン変更が行われた。また、オドメーターとトリップメーターを液晶化した。SR18DEエンジン搭載車がAT車のみに廃止。1.6L 175psプレミアムガソリン仕様のNEO VVL（可変バルブタイミング&リフト機構）を採用したSR16VE（通称青ヘッド）を搭載したVZ-Rを追加。型式はセダン、セリエともにJN15。組み合わされるトランスミッションは5速MTのみ。VZ-RにはRNN14パルサーGTI-Rと共通のフロント・リアブレーキが採用された。「S-RV」のRV風装飾を排除した5ドアモデル「F」追加。CM曲に山崎まさよしの『ガムシャラ バタフライ』を起用。
- 1997年11月[21] - パルサーの国内生産累計が400万台を突破。
- 1998年 ニュージーランドでの現地生産終了に伴い車名を「セントラ」から「パルサー」(日本からの輸入)に変更。
- 1998年1月26日[22] - セリエS-RV1.5L2WDモデルをベースとした特別仕様車「カラーマジック」[注釈 7]およびセリエS-RV1.5L 2/4WDモデルをベースとした特別仕様車「サウンドセレクション」を発売。
- 1998年5月13日[23] - パルサーの販売20周年を記念して、4ドアセダンの特別仕様車「CJ-Ⅰ 20th Anniversary」を発売。
- 1998年10月8日[24] - セリエ「VZ-R・N1 VersionⅡ」を発売。
- 1999年1月12日[25] - 4ドアセダンの特別仕様車「CJ-Ⅰリミテッド」を発売。
- 1999年4月 パルサー4ドアセダンのCD20型ディーゼル車廃止。
- 1999年6月[26] セリエS-RV生産終了。在庫対応分のみの販売となる。
- 2000年6月[27] セリエ生産終了。在庫対応分のみの販売となる。
- 2000年8月[28][29]セリエとS-RVの販売終了。残ったセダンも生産を終了[30]し、在庫販売体制に入る。
- 2000年9月[31] 最後まで残ったセダンも販売終了。セダンに関してはG10型ブルーバードシルフィが事実上の後継車種となる。国内向けパルサーは5代22年[注釈 8]の歴史に幕を下ろした。

カスタマイズモデル
- 1996年1月9日[16] SR18DE搭載のパルサーセリエGTIの5速MT車をベースに、オーテックジャパンが開発を行った「オーテック・バージョン」（AUTECH VERSION ）を発売。型式はHN15改。先行して発売していたHP10改プリメーラに準ずるチューン（但しエキゾーストマニホールドのみFF車用SR20DE標準車のもの）を施したプレミアムガソリン仕様175psのSR20DE改良型（2.0L）を搭載し、一部クロス化した専用ビスカスLSD付き5速MTとの組み合わせでスポーティな走りを可能とした。外観上の特徴は大型フォグランプ内蔵のフロントエアロバンパーと、専用大型ルーフスポイラー、専用サイドステップ、RNN14パルサーGTI-Rと共通の専用フロント・リアブレーキ、藤壷技研製マフラー、専用センターマフラー、スポーツサスペンション、205/50R15 85VのブリヂストンGグリッドタイヤを装備していた。内装はブラックを基調にオーテックジャパンのロゴが入ったホワイトメーターを装着。専用のシート地とドアトリムクロスを採用していた。ボディカラーはブラック（#KH3）とブルーイッシュシルバー（#KG1）の2色。
- 1996年9月 オーテック・バージョンをマイナーチェンジ（後期型）。ベース車両のマイナーチェンジに準じ、前席デュアルSRSエアバッグとABS搭載。
- 1997年 SR16VE搭載のVZ-Rベース（FF・5速MTのみ）のエアロセレクションとSR20DE搭載のエアロスポーツ（4WD・5速MTとOD付き4速AT）を追加。ともにオーテックジャパンが開発を担当した。

エアロセレクション
大型フォグランプ内蔵のフロントエアロバンパーと、専用大型ルーフスポイラー、藤壺技研製専用マフラー、205/50VR15のブリヂストンポテンザRE710Kaiタイヤを組み合わせたゴールドの専用アルミホイールが外観上の特徴。赤ステッチの入った専用モモ製本革巻シフトノブ&専用パーキングブレーキレバー、ホワイトメーター、専用のシート地とドアトリムクロスを内装に採用していた。
エアロスポーツ
IPF製の大型フォグランプと大型フェンダーが外観上の特徴で、大型フェンダー採用によりシリーズ唯一の3ナンバー車となっている。背面スペアタイヤキャリア付車と無車が選べた。内装には専用のシート地とドアトリムクロス、ホワイトメーター、本革巻ステアリングを採用していた。
- 4ドアCJ-II
（前期型）
- 4ドアCJ-II
（前期型・リア）

- 3ドア セリエ
（前期型）
- 3ドア セリエ
（前期型・リア）

### VZ-R・N1
- 1997年 パルサーセリエ3ドアに当時参戦していたスーパー耐久（S耐）レース向けとしてVZ-R・N1および同レース仕様車を追加発売。ルキノハッチの同グレードと合わせ200台の限定生産。専用のSR16VEエンジン（通称赤ヘッド）は専用シリンダーヘッドや吸排気を採用し、クランクシャフトとフライホイールのバランス取り、ポートと燃焼室、吸排気マニフォールドの研磨などのチューンを施し、当時1.6Lクラス最強の200psを発生した。1.6L NAエンジンには珍しく、追加インジェクター（インマニ裏側）や吸入口の可変フラップなどを装備。またSR16VEエンジン自体がSR20エンジンのショートストローク版であることから、ピストンやスロットルボディなどがSR20系の有用なカスタムパーツとして知られている。組み合わされるトランスミッションはベース車のVZ-Rと同仕様の5速MTのみ。サスペンションはVZ-R標準車と同様のものが使われていた。
- 1998年10月 パルサーセリエ3ドアにVZ-R・N1 VersionⅡおよび同レース仕様車を追加発売。ルキノハッチの同グレードと合わせ1999年3月末までの限定受注、300台の限定生産。バージョン2は前年型から細かな改良が行なわれており、サスペンションはスタビライザー径を太くするなどバージョン2専用のものに変更され、それに合わせてタイヤサイズを変更（195/55VR15から205/50VR15へ、銘柄はダンロップ製FORMULA W-10を採用）している。藤壷技研製専用メインマフラーを標準装備。内装が大幅にグレードアップされ、モモ製本革巻スポーツステアリング、R32スカイラインGT-Rタイプ（フレームが共通）の専用モノフォルムバケットシート、専用シート地（座面のみオレンジ）とドアトリムクロス（オレンジ）を採用していた。このほか、オーテックジャパン扱いのオプションとして、エンケイ製の専用15インチアルミホイールと専用大型ルーフスポイラーが用意されていた。

モータースポーツ
- 1999年 VZ-R・N1バージョン2に、スポーツオプションとして東名スポーツ製エキゾーストマニフォールドや大型ブレーキキャリパーを設定し、スーパー耐久（S耐）に参戦。シリーズランキング2位、3位を飾る。このクラスでは最もポピュラーなシビックタイプRと同じ排気量ながらエンジン出力が大きく、またボディ剛性も高いことがチューニング業界では知られている。

## 6代目 N16型系（2000年 - 2006年）
2000年8月に登場したG10型ブルーバードシルフィは、オーストラリアおよびニュージーランド市場では引き続き「パルサー」の車名と「N16」の型式名が使用された。ボディタイプは4ドアセダンと5ドアハッチバックで、前者はG10型ブルーバードシルフィを、後者はN16型アルメーラをそれぞれベースにしていた。
2006年初頭、C11型ティーダが後継車種として登場し、パルサーの車名は世界的にここで一旦消滅した。

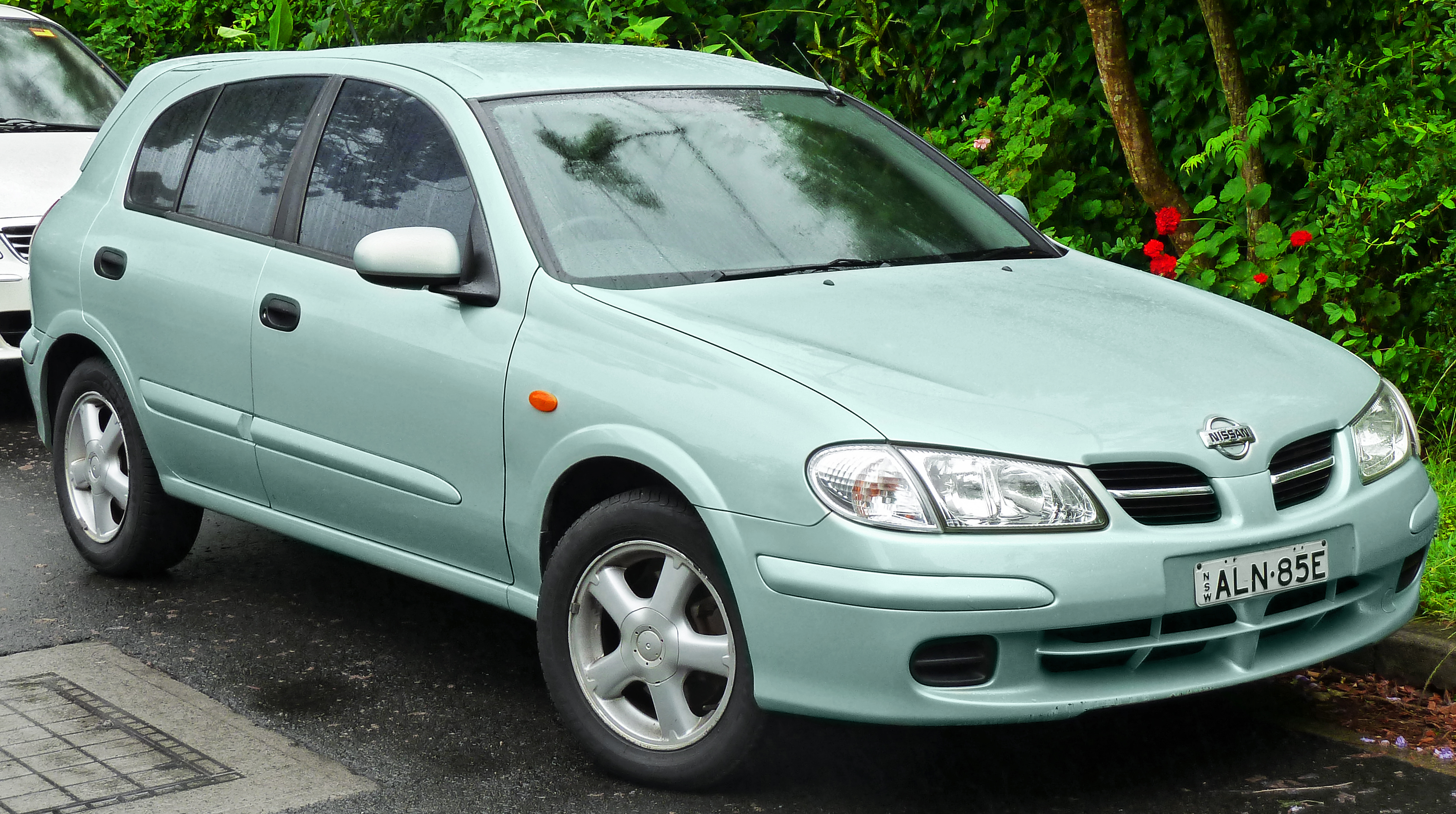
5ドアハッチバック フロント
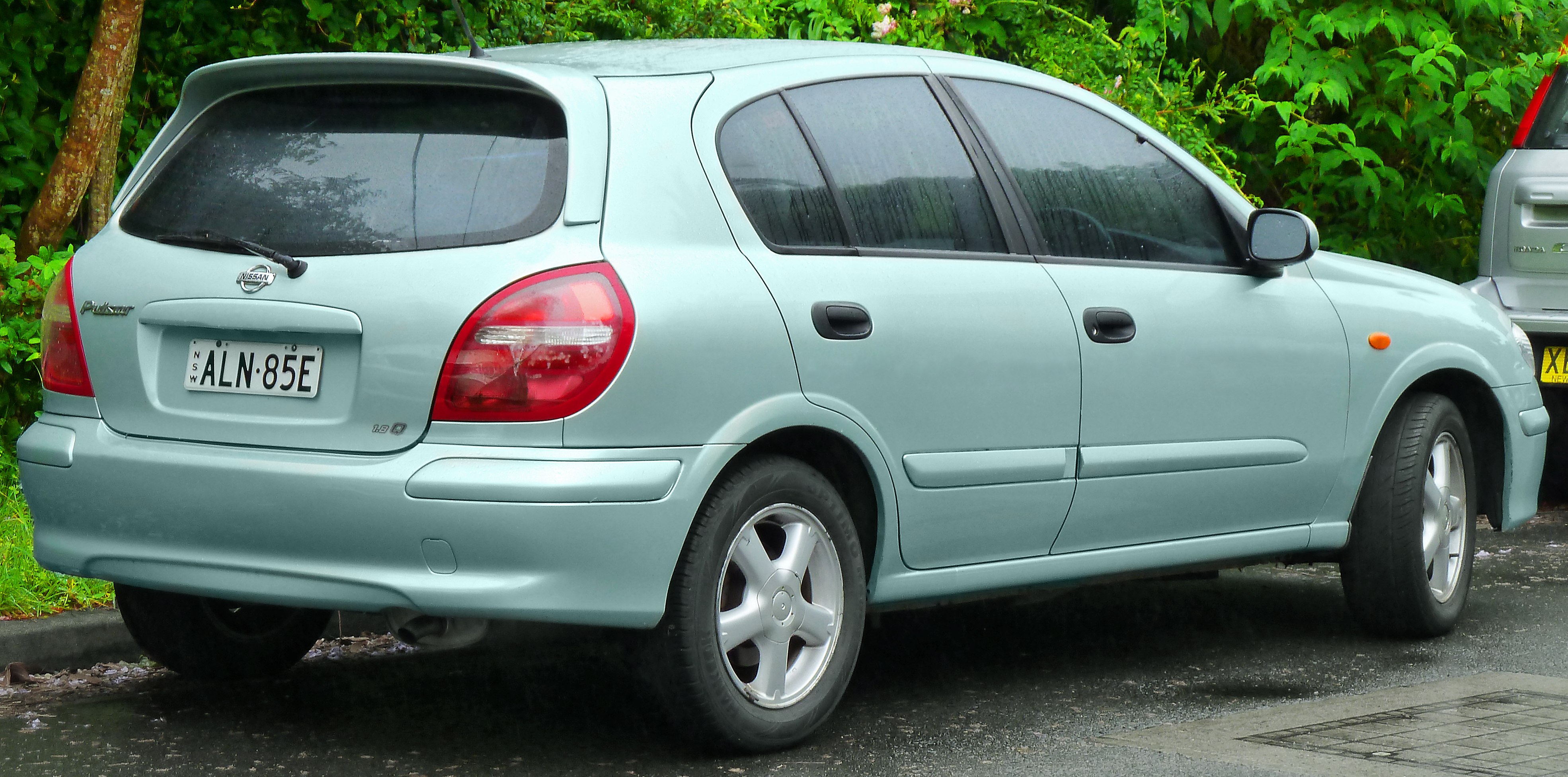
5ドアハッチバック リヤ

## 7代目 セダン B17型（2012年 - 2018年）
2012年10月16日、日産オーストラリアは「パルサー」の車名を復活させると発表し、オーストラリア国際モーターショーにセダンとハッチバックを出展した。セダンはB17型シルフィ/セントラと基本的に同一車種で、オーストラリアでは2013年1月29日に登場。タイ日産からの輸入で、エンジンはMRA8DE。グレード展開はSTとST-LにCVTまたは6MTが、TiにはCVTのみが設定されている。途中の年次改良で「Ti」は廃止され、代わってMR16DDT搭載の「SSS」が投入された。ニュージーランドではSTとTiの2種でこちらではCVTのみの設定。オセアニア市場では2015年まで販売された。

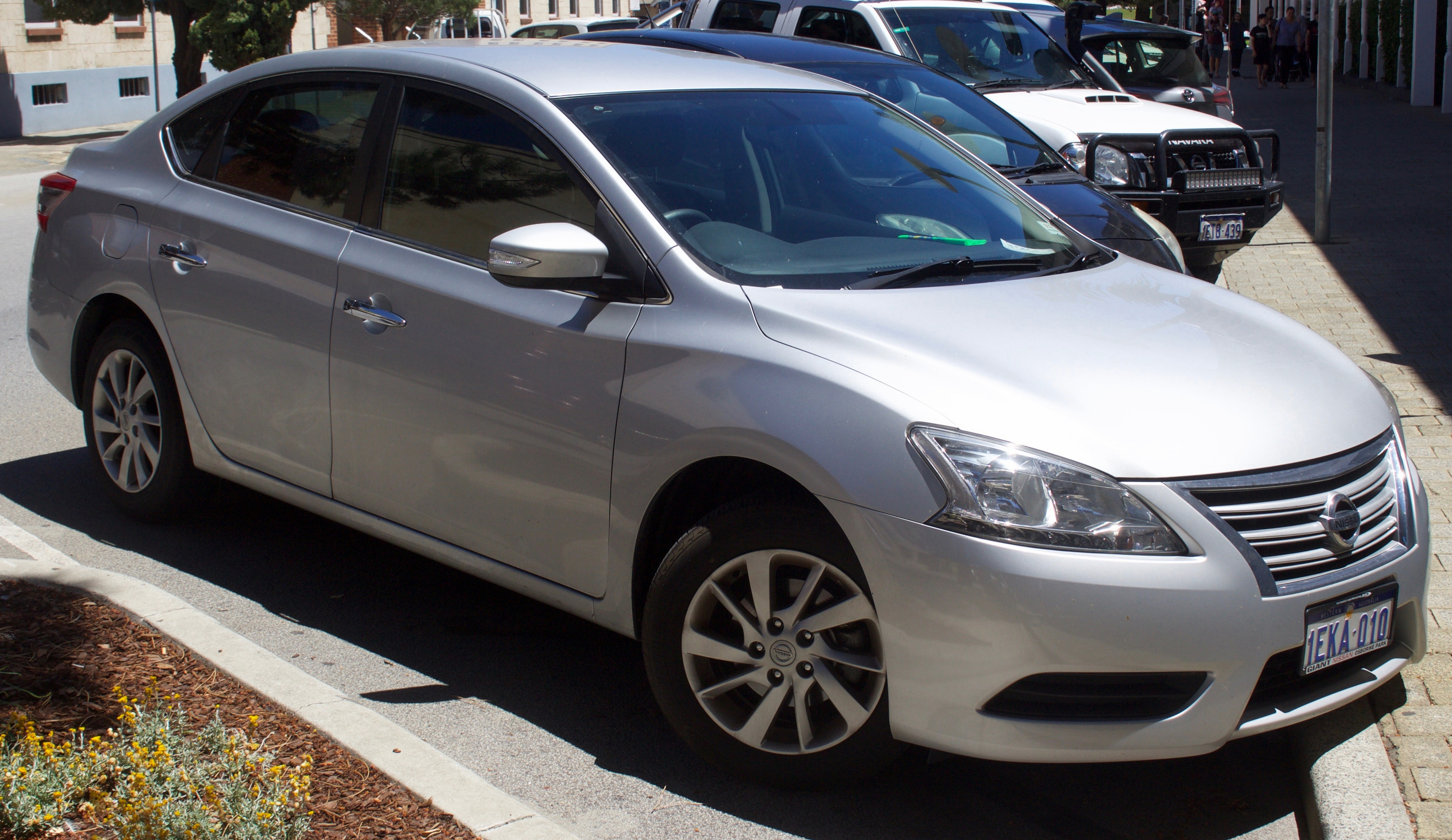
ST（フロント）
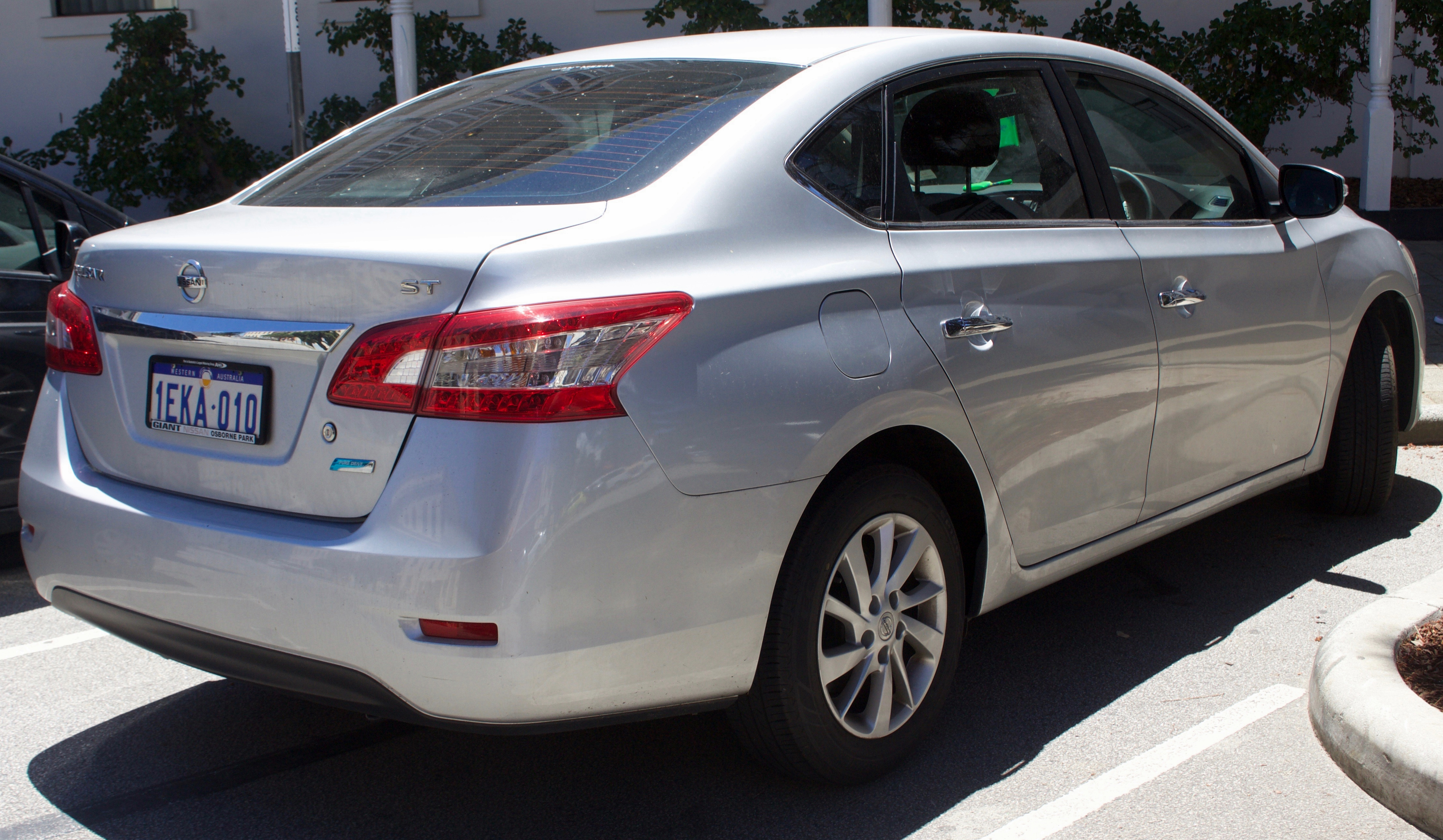
ST（リア）

### 7代目 ハッチバック C12型（2013年 - 2019年）

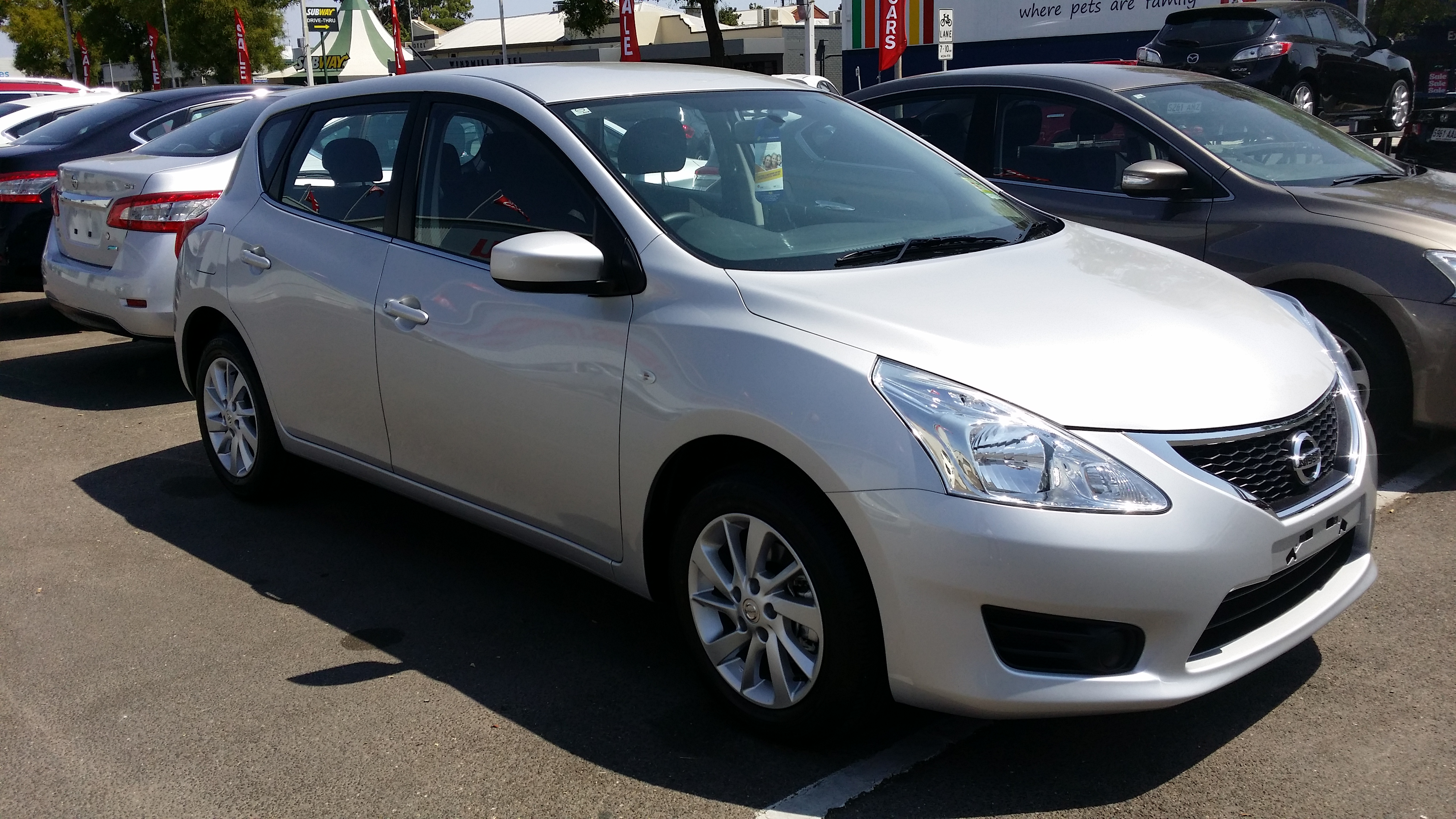
ST（フロント）
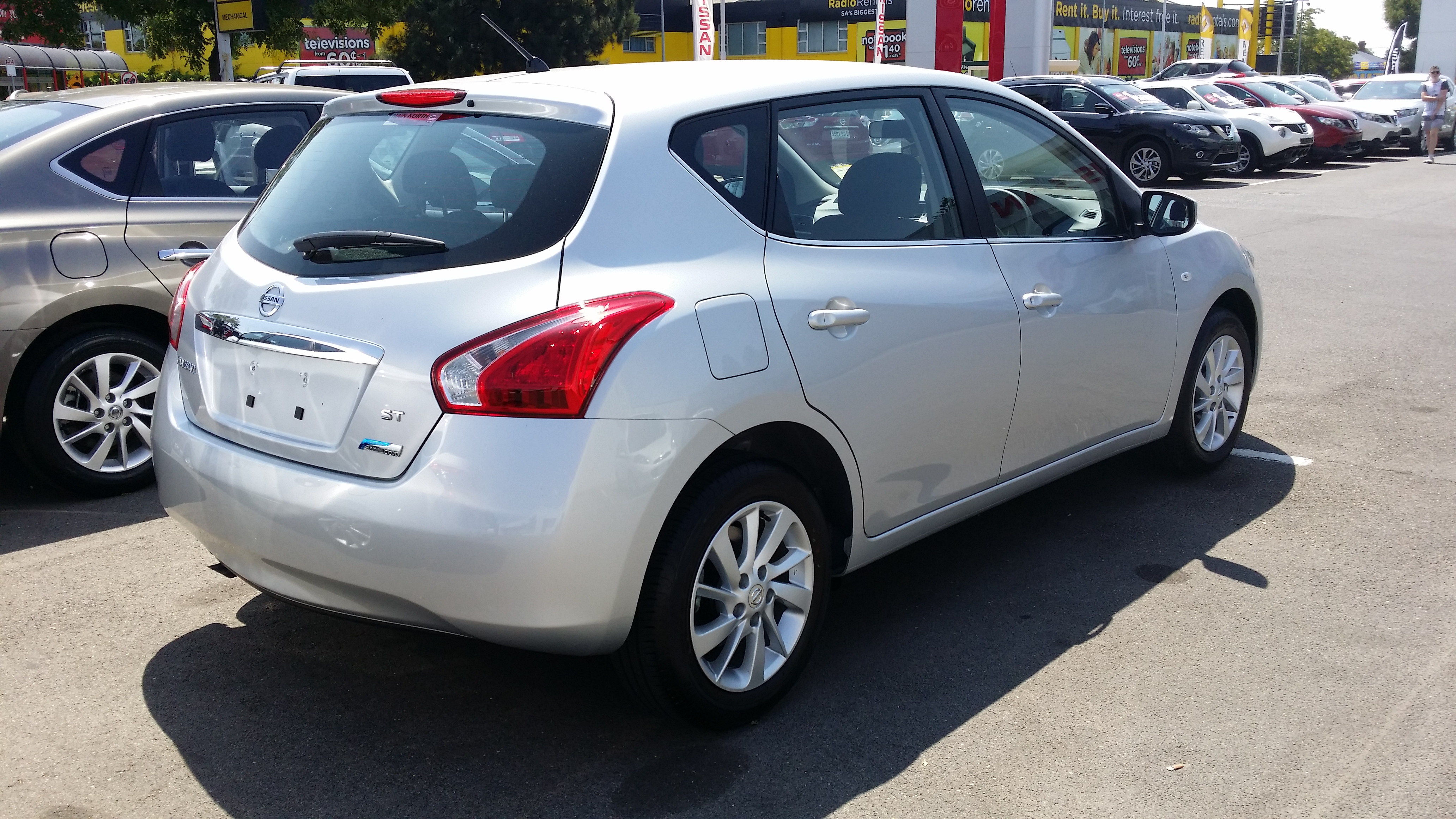
ST（リア）

ハッチバックはC12型ティーダと基本的に同一車種で、セダンに約半年遅れて2013年6月11日に発売された。こちらもタイ日産からの輸入で、グレード展開は4種で、STとST-LはMRA8DEエンジンにCVTまたは6MTが、ST-SとSSSにはMR16DDTエンジンにCVTまたは6MTが設定されている。ニュージーランドではST、ST-S、SSSの3種でCVTのみの設定。プラットフォームはCプラットフォーム。
また、タイ王国でも2013年3月7日にパルサーが発売された。こちらではセダンはシルフィとして発表済みのため、ハッチバックのみがパルサーを名乗る。いずれの市場も、2019年の時点で販売を終了。
2012年10月16日
シドニーで開催のオーストラリア国際モーターショーにパルサーハッチバックとして出展。「パルサー」の車名のみならずスポーツグレードの「SSS」の復活も発表されている。
2013年3月7日
タイ王国でパルサーとして発売開始。エンジンはMRA8DE型1.8LとMR16DDT型1.6Lターボの2種類。
2013年6月11日
オーストラリアでパルサーハッチバックとして発売開始。STとST-LにはMRA8DE型1.8Lエンジンが、ST-SとSSSにはMR16DDT型1.6Lターボが搭載される。
2015年12月
オーストラリア市場でパルサーハッチバック販売を終了。
- ST（フロント）
- ST（リア）

## 8代目 C13型（2014年 - 2018年）
2014年5月16日、日産は欧州市場の激戦区であるCセグメントに新型車を投入し、車名は「パルサー」とすることを発表した。これは前年に登場していたC12型を置き換えるものではなく、欧州専用に用意されたもので、2006年をもって消滅したアルメーラ以来の復活となる。エンジンは2種のディーゼルと2種のガソリンをラインナップ。プラットフォームはJ11型キャシュカイと同じCMFで、生産はスペイン・バルセロナ工場。
2016年4月25日、北京モーターショーにてC13型パルサーをベースとしたものを3代目「ティーダ」の名で発表。フロントマスクの一部がパルサーと異なる以外は基本的にほぼ同一仕様である。シルフィで先行採用されたエマージェンシーブレーキやBSWなどの安全装備を標準採用している。
2018年をもって日産・ノートと共に、日産・マイクラに統合される形で販売を終了した。

## 車名の由来
- パルス状の可視光線、電波、X線を発生する星・天体の総称から（パルサー参照）。